# Преподобни Нил Мироточиви
Преподобни Нил Мироточиви, познат и као Нил Синајски је хришћански светитељ, светогорски монах, испосник и аутор бројних испосничких списа.

## Биографија
Рођен је око 1601. године у Мореји, у Грчкој, у месту званом „Свети Петар Кинуријски“. Световно име му је било Никола Терзакис. У раним годинама је изгубио родитеље. Након њихове смрти о њему је бринуо његов ујак - Јеромонах Макарије.
Као млад је узео монашки завет, а убрзо је рукоположен, најпре за јерођакона, а затим и за јеромонаха у манастиру Успенија Богородице Малевијске. Заједно са ујаком Маркаријем живели су испоснички на Светој гори, на месту званом Свети Каменови.
По смрти светог Макарија, Нил се настанио у каменитој пећини, на високој стени, што је било готово неприступачно. Тамо је изградио мали храм и живео остатак свог живота.
Преподобни Нил се пред крај свога живота прославио тиме што је из његовог тела потекло миро у таквом обиљу, да се са врха горе сливало у море. To чудотворно миро привлачило је људе са свих страна. Њиме су се лечили од телесних и духовних болести. По томе је назван свети Нил мироточивим.
Његове свете мошти откривене су 1815. године. Чувају се у манастиру Велика Лавра.
Православна црква прославља преподобног Нила 12. новембра по јулијанском календару.

## Пророчанство светог Нила
Пророчанство светог Нила је апокрифно дело несигурног порекла (због чега се често назива Пророчанство Псеудо-Нилуса) које предвиђа да ће се апокалипса догодити у 19. или 20. веку (у зависности од верзије текста). Стварање овог дела је врло сумњиво чији датум настанка није верификован.
После преласка у вечни живот, свети Нил јављао се више пута атонском подвижнику Теофану од 1813. па до 1817. године. Приликом тих јављања, нарочито последњег, које је трајало пуних 18 часова, светитељ му је открио многе духовне истине и збивања, која ће се догодити у будућности, и наредио му да све то запише ради поуке људима и монасима. Речи светог Нила толико су се дубоко и јасно урезале у памћењу Теофановом, као на магнетофонску траку. Пошто је био слабо писмен, он их је диктирао своме другу Герасиму, а овај их је записивао. Спис је настао на грчком 1819. године, а на руски је преведен 1910. годне.
Да ли је ово аутентично пророчанство, односно, да ли је ово заиста написао Нил Синајски из 4. века и Нил Мироточиви 17. века или је можда неко у 20. веку навео њих као аутора, не може се са сигурношћу рећи. Дакле, ово је вероватни извор пророчанстава једног светог Нила.